# 5145 Pholus
Az 5145 Pholus (ideiglenes jelöléssel 1992 AD) egy kentaur. A Spacewatch projekt keretében fedezték fel 1992. január 9-én.